# Église de Ruovesi
L'église de Ruovesi (en finnois : Ruoveden kirkko) est une église luthérienne située à Ruovesi en Finlande.

## Description
L'église de Ruovesi aussi appelée église Sophie Madaleine est construite en 1778 sur les plans de Matti Åkerblom qui en dirige la construction.
Elle mesure 39 mètres de long, 35 mètres de large et a une hauteur de 14 mètres.
L'église peut accueillir mille personnes.
Le clocher est construit en 1772 par Antti Piimänen. 
Il a été déplacé à son endroit actuel par Mats Åkergren.
La couleur d'origine de l'édifice est le rouge ; en 1861-1862 elle est repeinte en jaune.
En 1905, l'intérieur est peint selon les propositions d'Akseli Gallen-Kallela.
Les orgues à 28 jeux sont fournis par la fabrique d'orgues de Kangasala en 1968. 
Le retable peint par Bernhard Reinhold vient de Paris.